# Faster Than the Speed of Night (canción)
«Faster Than the Speed of Night» (en español: Más rápido que la velocidad de la noche) es una canción grabada por la cantante galesa Bonnie Tyler y es el tercer tema de su quinto álbum de estudio del mismo nombre (1983). Fue escrita y producida por Jim Steinman y lanzado por Columbia Records en 1983. Como el tercer sencillo de Faster Than the Speed of Night, luego siguieron «Take Me Back» y «Total Eclipse of the Heart».

## Listado de canciones
Disco de vinilo
1. «Faster Than the Speed of Night» — 3:30
2. «Gonna Get Better» — 3:06

## Posicionamiento en las listas
| País (1983)                    | Mejor posición |
| ------------------------------ | -------------- |
| Irlanda(IRMA)                  | 17             |
| Noruega (VG-lista)             | 9              |
| Reino Unido (UK Singles Chart) | 43             |